# Etheostoma phytophilum
Etheostoma phytophilum е вид лъчеперка от семейство Percidae. Видът е застрашен от изчезване.

## Разпространение
Разпространен е в САЩ.